# Jeana Yeager

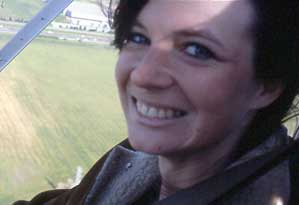
Jeana Yeager

Jeana Yeager (* 18. Mai 1952 in Fort Worth, Texas) ist eine US-amerikanische Testpilotin. Sie wurde durch ihren Flug mit dem Voyager-Flugzeug berühmt.
In ihrer Jugendzeit schwärmte sie für Pferde und war fasziniert von Hubschraubern. Nachdem sie in jungen Jahren öfter zwischen Texas und Kalifornien gependelt war, zog sie 1977 nach Santa Rosa, Kalifornien, wo sie als Vermesserin für ein ortsansässiges Unternehmen arbeitete. In den Folgejahren erwarb sie die Pilotenlizenz und lernte Helikopter zu fliegen.
Während dieser Zeit traf sie den Raketeningenieur Robert Truax, der ihr eine Stelle in einem privaten Forschungsprojekt für ein Flugzeug anbot. 1980 lernte sie dann auf einer Flugshow in Chino, Kalifornien, Dick Rutan und seinen Bruder, den Entwickler Burt Rutan, kennen. Mit deren Flugzeugen stellte sie verschiedene Langstrecken- und Geschwindigkeitsrekorde für Frauen auf, unter anderem für eine 2000 Kilometer-Entfernung. Am 14. Dezember 1986 startete sie zusammen mit Dick Rutan mit dem Voyager-Flugzeug zur ersten Nonstop-Weltumrundung ohne Auftanken und Zwischenlanden. Sie flogen in 9 Tagen, 3 Minuten und 44 Sekunden eine Strecke von 42.120 Kilometer.
1986 wurde sie mit der Presidential Citizens Medal geehrt, der zweithöchsten zivilen Auszeichnung der USA.
Sie ist nicht mit dem bekannten Piloten und General Chuck Yeager verwandt.

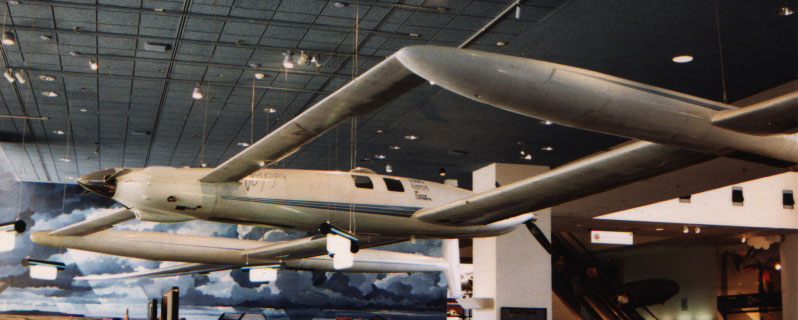
Rutan Voyager